# Synecdoche grisea
Synecdoche grisea är en insektsart som först beskrevs av Van Duzee 1908.  Synecdoche grisea ingår i släktet Synecdoche och familjen vedstritar. Inga underarter finns listade i Catalogue of Life.